# Georgia General Assembly

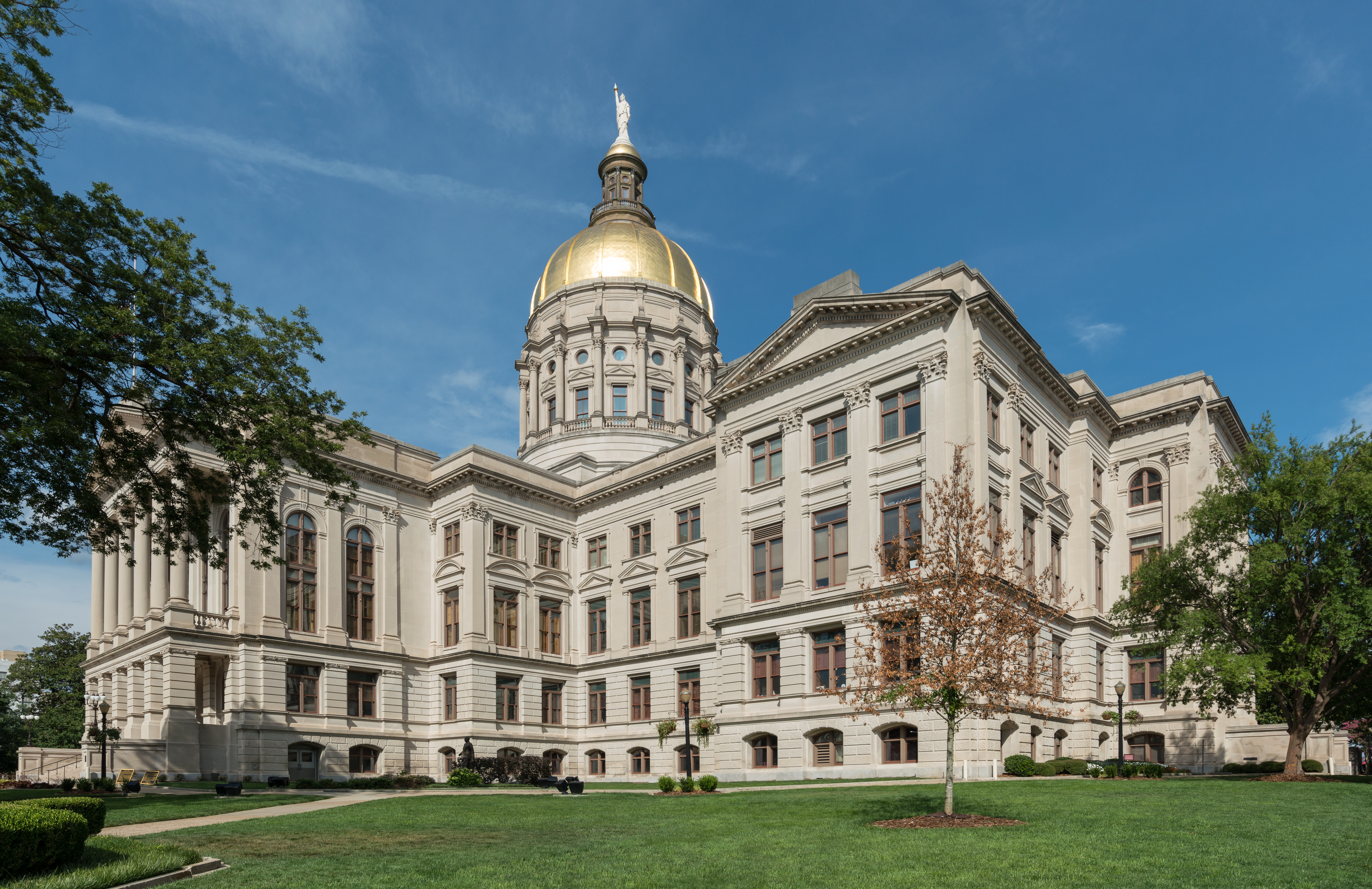
Die General Assembly tagt im Georgia State Capitol

Die Georgia General Assembly ist die State Legislature und damit die Legislative des US-Bundesstaats Georgia und wurde durch die staatliche Verfassung 1789 geschaffen. Sie besteht aus dem Repräsentantenhaus von Georgia, das als Unterhaus fungiert, sowie dem Senat von Georgia als Oberhaus. Die State Legislature tagt im Georgia State Capitol in Atlanta, das auch Sitz des Gouverneurs und seines Stellvertreters ist.
Das Repräsentantenhaus besteht aus 180 Mitgliedern, der Senat aus 56. Beide Kammern werden für jeweils zwei Jahre gewählt. Der Wahltag fällt mit dem des Bundeskongresses zusammen.
Wählbar sind US-Bürger, die seit mindestens zwei Jahren in Georgia leben und im Wählerregister eingetragen sind. Das Mindestalter beträgt 25 Jahre für den Senat, 21 Jahre für das Repräsentantenhaus.
Die National Conference of State Legislatures (NCSL) ordnet die General Assembly von Georgia als „hybrid“ zwischen einem Vollzeit- und einem Teilzeitparlament ein. Mit einer Vergütung von 17.342 USD pro Jahr und 173 USD pro Sitzungstag (2020) liegen die Abgeordneten im unteren Mittelfeld der Staatsparlamentarier.